# 오월정
오월정(梧月亭)은 경상북도 안동시 예안면 삼계리에 있다. 2010년 3월 12일 안동시의 문화유산 제46호로 지정되었다.